# Tania Saviceva
Tatiana („Tania”) Nikolaevna Saviceva (în rusă Татьяна Николаевна Савичева; n. 23 ianuarie 1930, Dvorișce, Gdov, Q4364877⁠(d), RSFS Rusă, URSS – d. 1 iulie 1944, Șatki, RSFS Rusă, URSS) a fost o fetiță din Rusia care a îndurat asediul Leningradului în timpul celui de al doilea război mondial. În timpul asediului, Saviceva a notat decesele succesive ale tuturor membrilor familiei sale, ultima notiță indicând că era convinsă că era singura supraviețuitoare din familia ei. Deși Tania Saviceva a fost evacuată și transferată la un spital, ea a murit de tuberculoză gastrointestinală la 1 iulie 1944, în vârstă de 14 ani. 
Imaginea Taniei Saviceva și carnetul ei de notițe au devenit un simbol al 'suferințelor umane provocate de asediul Leningradului. Tania este obiectul Monumentului Drumul Vieții din Șatki.

## Familia
Tania Saviceva s-a născut la 23 ianuarie  1930 în satul Dvorișce, raionul Gdov, Regiunea Pskov. 
Pâriniil ei erau  Nikolai Savicev ( 1884-1936) și Maria Fiodorova (1889-1942). Tanya era ultimul copil al familiei; avea două surori, Evghenia (1909 – 1941) și  Nina (1918 –2013) și doi frații  Leonid "Lyoka" (1917 –1942) și Mihail (1921–1988). Mai avea două surori și un frate care muriseră de scarlatină în 1916. 
Nikolai Savicev era proprietarul unei brutării, în care lucra o parte din membrii familiei; în plus mai deținea un  cinematograf, familia locuind la Leningrad. De aceea, în anii 1930,  a fost considerat In lișeneț,  de aceea, in 1935, familia Savicev a fost exilat în satul  Borovici, Regiunea Pskov. În timpul exilului, Nikolai Savicev s-a îmbolnăvit de cancer, murind la  5 martie 1936, în vârstă de 52 ani. A fost înmormântat în Cimitirul Ortodox Smolensk (Смоленское православное кладбище), din Leningrad unde fuseseră și cei trei copii ai săi care muriseră în 1916. 
După decesul lui Nicolai Savicev,  familia s-a întors la Leningrad,  însă, având un tată considerat lișeneț, cei cinci copii ai familiei Savicev nu puteau fi primiți în Comsomol și nu puteau urma studii universitare. La începutul războiului,  Nina and Evghenia lucrau la diferite fabrici din oraș iar mama lor Mara era o brodeză la o cooperativă. 

## Asediul Leningradului
La începutul celui de Al doilea război mondial, toți membrii familiei Savicev locuiau împreună cu excepția Evgheniei care se măritase. Cu ei locuia și bunica Taniei, Evdokia Arsenieva. Cu un etaj mai sus trăiau doi frați ai lui Nicolai: Vasili, responsabilul unei librării și Alexei, achizitor al unei fabrici. 
La sfârșitul lunii mai 1941, Tania absolvise clasa a treia și familia se pregătea să petreacă  ara la Dvorișce, unde locuia Kapitolina, sora Mariei și frații ei Grigori și Gavril. Pe 21 iunie, Mihail a plecat, restul famillel rămânând la Leningrad pentru încă două săptămâni, ca să serbeze ziua de naștere a bunicii Taniei, care în ziua de 22 iunie împlinea 74 de ani. Când au aflat despre începerea războiului, familia Savicev a hotărât să rămână în oraș.
În primele zile ale războiului, Leonid și unchii săi Vasili și Alexei s-au prezentat ca voluntari la serviciul ce recrutare dar au fost respinși: Leonid din cauza unor deficiențe de vedere, iar unchii săi din cauza vârstei. Nina a fost însărcinată cu paza antiaeriană pe turnul de la fabrica ei.  Fără știrea mamei și bunicii ei, Evghenia a început să doneze sânge pentru răniți. Maria a trimisă la atelierele de producție a uniformelor.  Tania, împreună cu colegele e colectau containere de sticlă care puteau fi utilizate pentru proiectile incendiare.
Deoarece nu primiseră nicio veste de la Mihail, când au aflat că orașul Pskov fusese ocupat de trupele germane la 9 iulie, familia Savicev a considerat că murise. În realtate Mihail Savicev se înscrisese într-un detașament de partizani, în cadrul căruia luptase tot timpul războiului, ajungând comandantul unei unități de recunoaștere din Brigada 9-a de Partizani. Rănit în luptă, Mihail a fost nevoit să umble cu cârje tot restul vieții.

### Evghenia
În decembrie 1941, când nu mai existau mijloace de transport în Leningrad și străzile orașului erau înzăpezite, Evghenia era foarte slăbită, atât din cauza frecventelor ei  donări de sânge, cât și deoarece trebuia să meargă pe jos până la fabrică, o distanță de peste șapte kilometri. Uneori dormea la fabrică pentru a putea lucra timp de două schimburi. Într-o zi când Evghenia nu a venit la lucru, Nina s-a îngrijorat și la terminarea lucrului s-a repezit la casa surorii ei  unde Evghenia amurit în brațele ei. Probabil pentru a nu uita data decesului, Tania a luat un carnet de notiție pe care îl primise de la Nina și pe prima pagină a notat:
```
              
Evghenia a murit în 28 decembrie 1941 la ora 12:00 ziua.
```

TFamilia dorea să o înmormânteze pe Evghenia în  Cimitirul Sfântul Serafim (Серафимовское кладбище) ceea ce era imposibil deoarece accesul la porțile cimitirului erau blocate de cadavre șui ne era nimeni care să sape mormintele. De aceea, familia a decis să o înmormânteze în Cimitirul Luteran Smolensk.  Cu ajutorul fostul soț al Evgheniei, au reușit să facă rost de un sicriu. După memoriile Ninei, la cimitir Maria s-a aplecat peste sicriul fiicei sale, rostind fraza profetică:
```
  
 Azi te înmormântăm, Jenecika. Pe noi cine ne va mai înmormânta?
```

### Bunica
La începutul lunii ianuarie, Evdokia  Arsenieva s-a îmbolnăvit fiind diagnosticată cu distrofie alimentară acută. Starea ei ar fi necesitat o spitalizare imediată, însă spitalele din Leningrad erau suprasolicitate. A murit înainte de sfârșitul lunii și Tania a notat în pagina următoare a carnețelului ei :
```
              
Bunica a murit la 25 ianuarie 1942 ora 3 dupăamiaza.
```

În actul e de deces este indicată o dată diferită: 1 februaie. Aceasta se datorează faptului că IEvdokia o rugase să nu declare decesul înainte de sfârșitul lunii, ca să mai poată face uz de cartela de alimente.  se presupune că Evdokia a fost înmormântată într-o groapă  comună din Cimitirul Memorial Piskariovska (Пискарёвское мемориальное кладбище)

### Nina
În seara zilei de 28 februarie 1942 , Nina nu s-a întors de la lucru, ca de obicei. În timpul zilei, zona în care se afla uzina în care lucra fusese lovită de un atac de artilerie și întreaga întreprindere fusese evacuată îh grabă peste Lacul Ladoga. Nina nu putuse să anunțe familia deoarece telefoanele nu funcționau. În timpul evacuării, Nina s-a îmbolnăvit și a fost internată într-un spital; după aceea s-a refugiat la o gospodărie agricolă de stat din Regiunea Kalinin (azi Regiunea Tver, de unde nu avea cum să intre în contact cu familia ei din orașul asediat. Neavând nicio veste de la Nina, familia Savicev a considerat că murise. Totuși, neavând o dată asupra morții, Tania nu a consemnat-o în carnetul ei.ref name="AN"/>

### Leonid
Leonid lucra la Șantierele Navale ale Amiralității, situate pe malul opus al râului Neva, care erau departe de locuința familiei Savicev. Ca și sora sa Evghenia, Leonid de multe ori lucra în două schimburi la rând și dormea la șantierele navale.  Leonid s-a îmbolnăvit de distrofie și  a murit la cabinetul medical al șantierelor navale în vârstă de 24 de ani. Familia sa a fost anunțată de deces peste două zile. Leonid a fost și el înmormântat la Cimitirul Memorial Piskariovska. Tania a consemnat în carnetul ei:
```
                      
Lioka a murit la 17 martie 1942 ora 5 dimineața.
```

### Unchii Vasili și Alexei
Cu aproape  o lună mai târziu, la 13 aprllie Vasili Savicev a murit, în vârstă de 56 de ani. Și acest eveniment a fost notat de Tania:
```
          
Unchiul Vasia a murit la 13 aprilie 1942 ora 2 dimineața.
```

Apoi și Alexei Savicev s-a îmbolnăvit de distrofie alimentară severă; starea lui era atât de gravă încât nu ar fi putut fi salvat, chiar dacă ar fi putut fi dus la un spital. La 10 mai, Alexel la murit în vârstă de 71 de ani. Tania a notat decesul la remezeală, omițând cuvintele ”a murit”:
```
          
Unchiul Lioșa la 10 mai 1942 ora 4 dupăamiaza.
```

Vasili și Leonid au fost înmormântați în Cimitirul Memorial Piskariovska

### Mama
Maria Saviceva a murit  în dimineața zilei de 13 mai. Tania a înregistrat și acest eveniment, omițând iar cuvintele "a murit”:
```
            
Mama la 13 mai 1942 ora 7.30 dimineața
```

Pe paginile următoare a notat
```
                          
Savicevii au murit

                              Toți au murit
                           A rămas doar Tania.
```

În mai puțin de 5 luni, Tania își pierduse întreaga familie din Leningrad, toți murind de foame.

### Tania singură
În noaptea după moartea mamei ei, Tania a stat la un vecin. Nevasta acestuia a cusut cadavrul într-o pătura și a doua zi vecinul l-a transportat până la Cimitirul Ortodox Smolensk, unde, după relatările acestuia era o grămadă de cadavre care au fost ulterior îngropate într-un mormânt comun. Tania era prea slăbită și nu putea parcurge o atare distanță.
În ziua următoare, Tania s-a mutat la Evdokia Arsenieva, o soră a bunicului ei, luând cu ea o cutie în care păstrase voalul și lumânările de nuntă ale mamei ei precum și șase certificate de deces. Evdokia a luat în păstrare bunurile familiei Savicev, însă, deoarece lucra la o fabrică un schimb și jumătate în fiecare zi, nu avea răgaz să se ocupe de Tania. Fetița stătea pe stradă și frecvent era găsită dormind pe scări când Evdokia se întorcea de la lucru. La începutul lunii iunie 1942, un prieten a reușit să o găsească și să-i înmâneze o scrisoare de la sora ei, Nina.
Deoarece Tania era din ce în ce mai bolnavă, Evdokia a trimis-o la un orfelinat, sperând că avea mai multe șanse să obțină asistența medicală de care avea nevoie.

## Evacuarea
În iulie 1942, 125 de copii bolnavi din Leningrad au putut fi evacuați peste lacul Ladoga.. În 17 iulie 1942,Tania a ajuns cu  ceilalți copii în Șafki, Regiunea Nijni Novgorod, unde au fost plasați în carantină. Deși toți cei 125 de copii erau subnutriți, doar 4 aveau boli infecțioase și dintre aceștia numai Tania suferea de tuberculoză gastrointestinală. După îngrijiri starea Taniei s-a ameliorat puțin și putea să umble cu cârje și mai târziu ținându-se cu mâinile de perete.

## Ultimii ani
În 3 decembrie 1943, fratele Taniei fusese rănit și apoi tratat într-un spital din Leningrad. În februarie 1944 a aflat de soarta Taniei și luând contact cu orfelinatul a fost informat că Tania era extrem de bolnavă, având encefalită. Astfel Tania a aflat că fratele ei mai era în viață.
În 24 mai 1944 Tania a fost transferată la departamentul de boli infecțioase al spitalului raional Raionul ȘatkiȘatki. În iune, Tania a început să sufere de dureri de cap și la sfârșitul lunii și-a pierdut vederea. Distrofia progresivă, scorbutul și tuberculoza oasoasă i-au agravat boala și  la 1 iulie 1944 Tabua a murit, în vârstă de 14 ani. În aceeași zi a fost înmormântată în cimitirul din Krasnîi Bor, Raionul Șatki, Regiunea Nijni Novgorod. 

## Carnetul de note al Taniei
Când a fost evacuată,  Tania și-a lăsat carnetul de notițe la Evdokia Arsenieva, care l-a dat Ninei, când aceasta s-a întors la Leningrad. Nina l-a dat maiorului  Lev Rakov, fost secretar științific al muzeului Hermitage. Care l-a expus în expoziția "Apărarea eroică a Leningradului". Expoziția a căpătat un caracter  oermanent,  fiind transformat în ”Muzeul Apărării Leningradului”, inaugurat la 27 ianuaroe 1946. În 1953, muzeul a fost închis din ordinul lui Vasili Andrianov, prim-secretar al organizației de partid din Leningrad, iar carnetuș de note al Taniei împreună cu alte exponate au fost transferate la  în Muzeul de Stat al Istoriei orașului Sankt Petersburg de la Fortăreața Petru și Pavel.  În prezent, carnetul Taniei Saviceva este expus la acest muzeu.  
In 1991, Ilya Mikson publicat romanul documentar ~A fost odată ca niciodată”  (Жила-была ) , [n care au fost publicate fotografii ale familiei Saviceva, printre care o fptpgrafie a Taniei, luată cu câteva zile înainte de începerea războiului.  

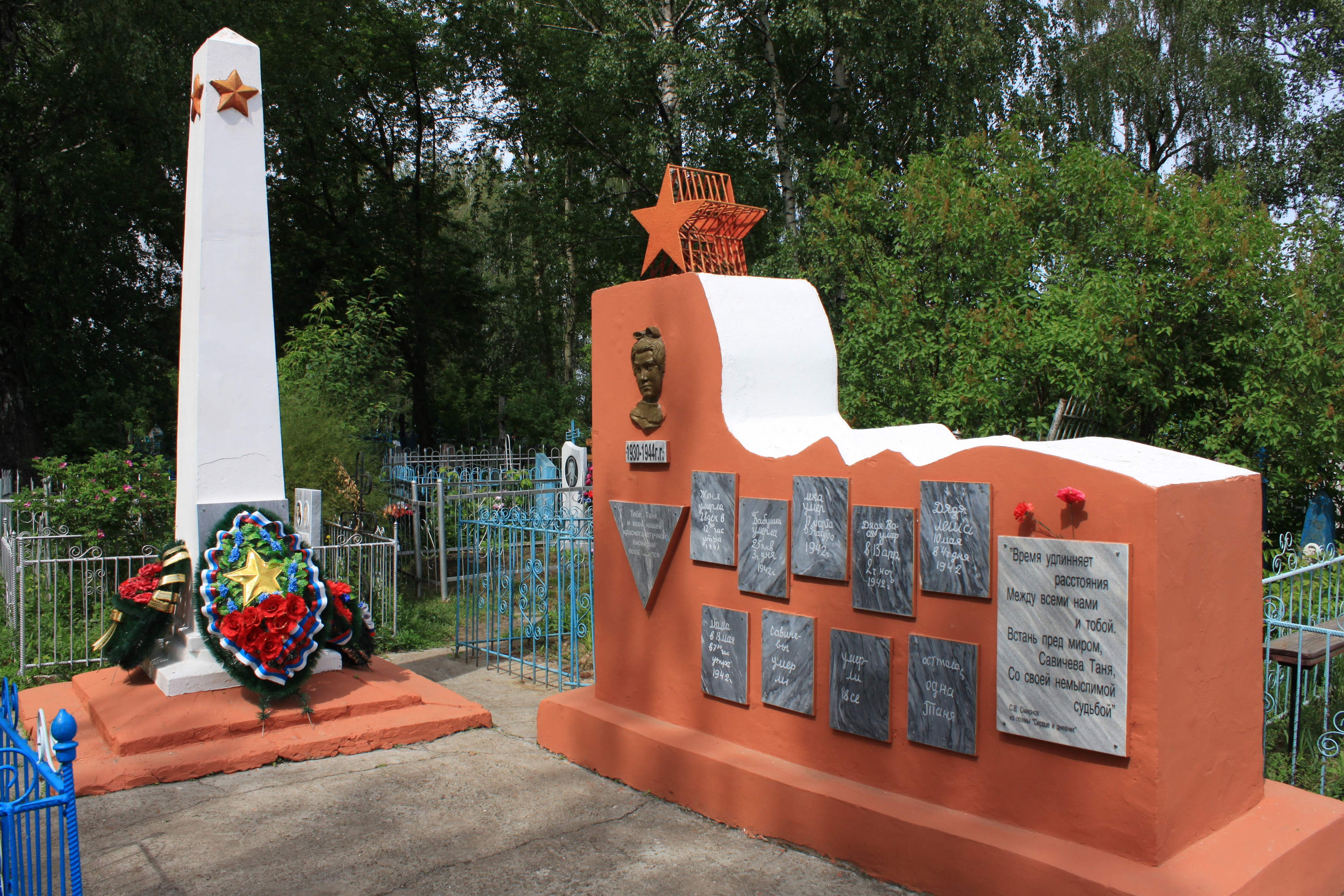
Stela și zidul comemorativ al Taniei Saviceva din cimitirul Kranîi Bor

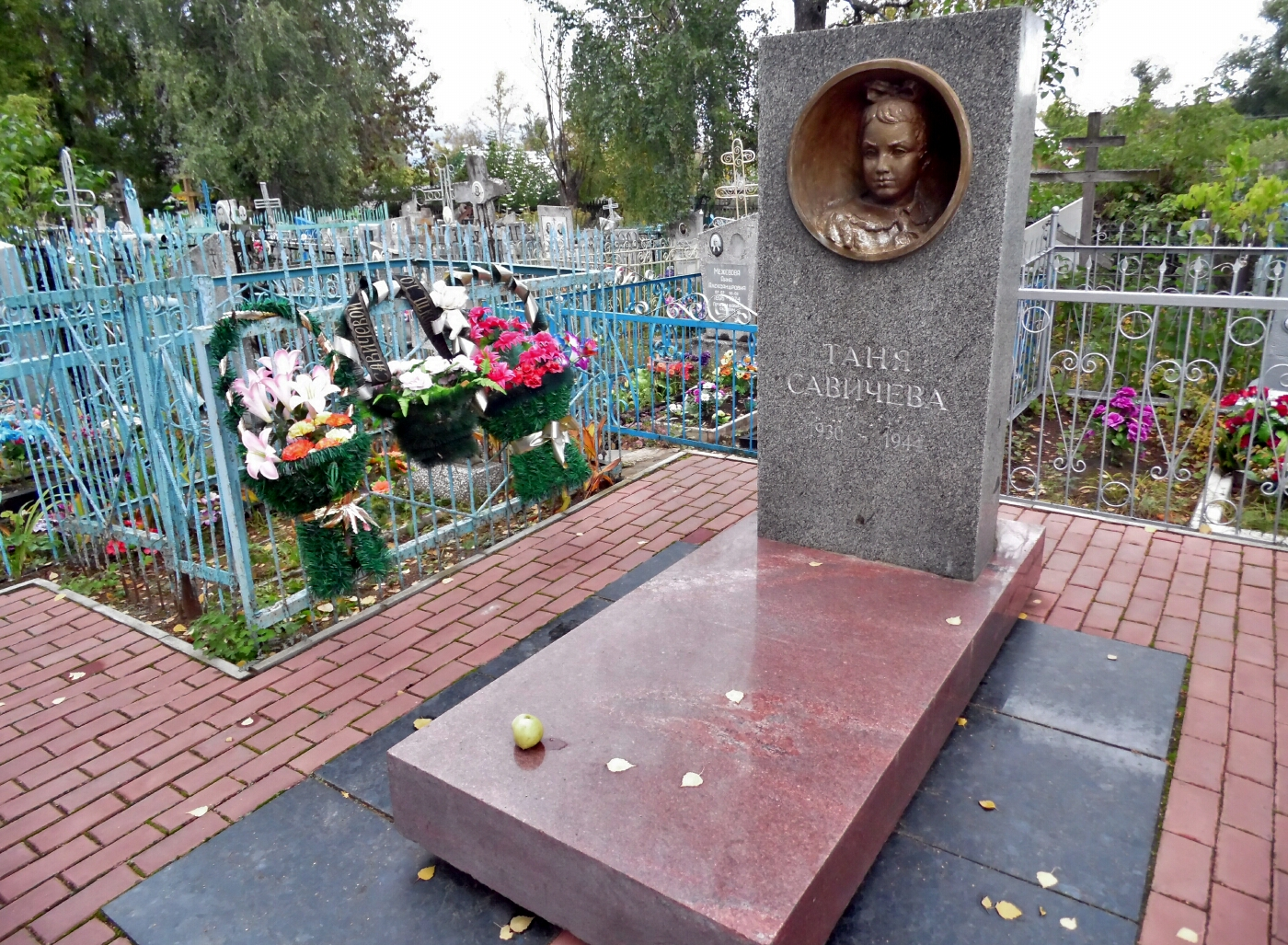
Mormântul Taniei Saviceva

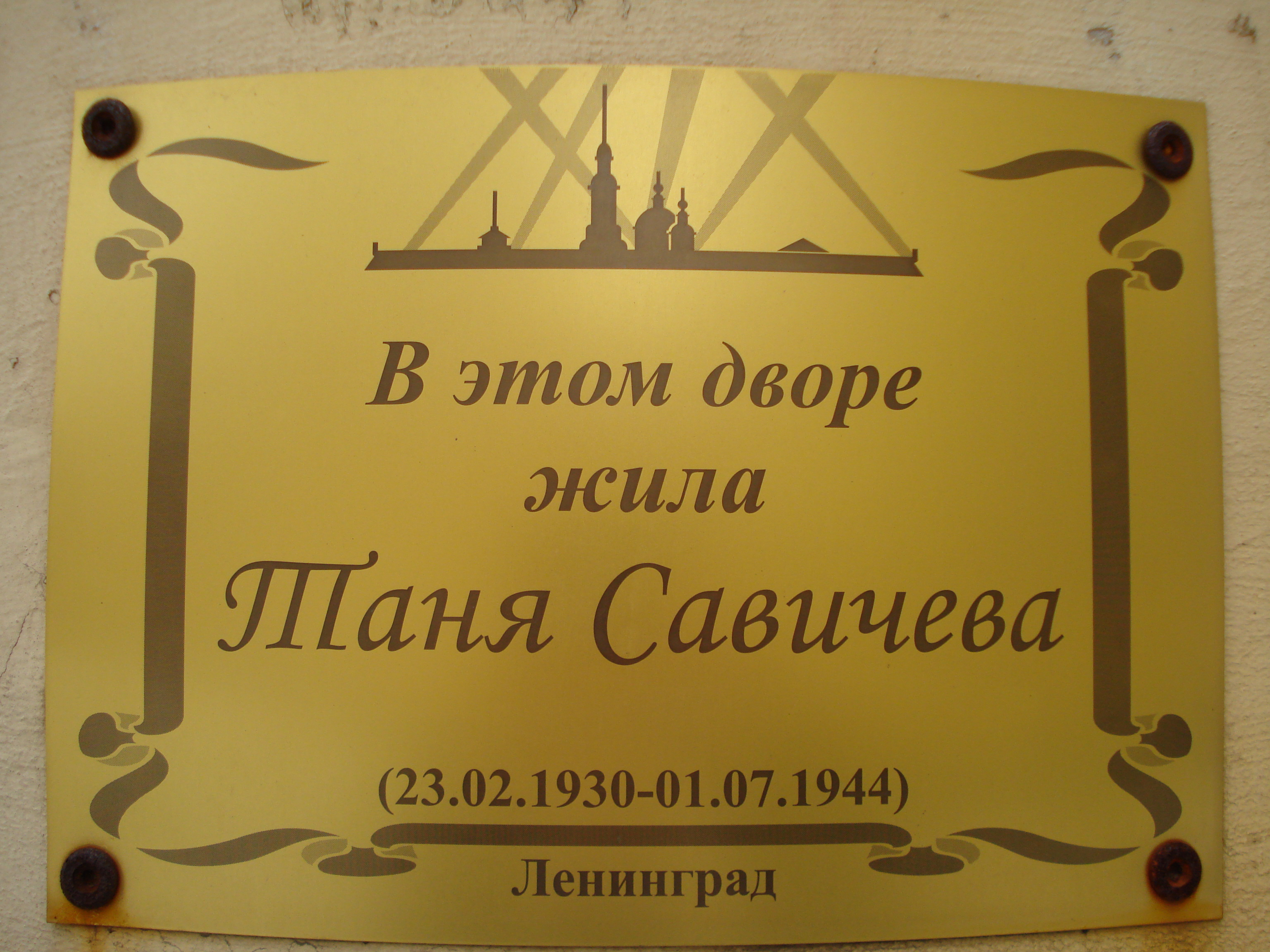
Placa comemorativă de pe casa Taniei Saviceva

## Memorialele Taniei Saviceva
În 1968 a fost inaugurat la Leningrad memorialul Floarea Vieții (Цветок жизни) în care a fost inclus în 1975 și un grup de tablete de piatră cu pagini din notițele Taniei Saviceva. În 1972 a fost ridicat în cimitirul de la Krasnîî Bor un monument cuprinzând o stelă și un zid comemorativ, pe care este un basorelief al Taniei și plăci cu reproduceri ale paginilor notițelor ei. La 31 mai 1981, pe mormântul ei, care fusese anterior o simplă movilă, a fost instalată o piatră funerară de marmurÎn 2010 a fost inauguraat la Șatki Monumentul Taniei Saviceva și al copiilor din timpul războiului (Тане Савичевой и детям войны посвящается).
Pe casa din Sankt Petersburg în care locuise a fost instalată o placă comemorativă. Data nașterii este indicată greșit ca fiind 23 februarie 1930. 
I-au fost dedicate cântecele „Balada Taniei Saviceva”  (compozitor:  Eugen Doga, text:  Viktor Ghin,  Interpretat de  Edita Pieha[ ) și „Jurnalul Taniei Saviceva”  (compozitor Pavel Slobodkin, text: O. Volin interpretat de ansamblul Vesyolîe Rebyata. 
O planetă descoperită îh 2017 de Liudmila Cernîh a fost numită 2127 Tania în cinstea ei. De asemenea, numele ei a fost dat unei trecători între Kazahstan și China din Munții Jungar Alatau. 
The poetul Pavel Velikjanin i-a dedicat poemul „Notele Taniei Saviceva” 